# 圆通庵
圆通庵，位于中国广东省揭阳市普宁市后溪乡圆明村，为普宁市的一个市级文物保护单位，类型为古建筑，公布时间为1988年。
圆通庵的历史年代为南宋。